# The Hives
The Hives — рок-группа из Швеции. Играют смесь гаражного рока и панка. Также известны своими костюмами: группа всегда выступает в одинаковых костюмах, которые меняются от альбома к альбому. Неизменным остаются цвета — чёрный с белым.

## История

### Oh Lord! When? How?иBarely Legal
По словам участников группы, коллектив был образован в 1993 году под инициативой и руководством Randy Fitzsimmons, который также являлся автором их песен.
В 1995 году вышел первый EP группы Oh Lord! When? How? . В 1997 году — дебютный альбом Barely Legal, после которого коллектив начал активно гастролировать. В следующем году увидел свет второй EP — A.K.A. I-D-I-O-T.

### Veni Vidi ViciousandYour New Favourite Band
После двухгодичного перерыва группа вернулась на сцену с альбомом Veni Vidi Vicious, с которого были выпущены синглы «Hate to Say I Told You So», «Main Offender», «Die, All Right!» и «Supply & Demand».
Благодаря видео «Hate to Say I Told You So» группу заметил Alan McGee, который подписал группу на свой свежесформированный лейбл Poptones. Затем The Hives выпускают сборник лучших песен Your New Favourite Band в 2001 году, достигший седьмой строчки в UK album charts. На волне успеха ребята переиздают свои синглы «Hate to Say I Told You So» и «Main Offender». Песни достигают 23 и 24 мест соответственно в списке лучших синглов Великобритании. Также был переиздан альбом «Veni Vidi Vicious» в США.

### Tyrannosaurus Hives
После долгого турне группа вернулась в родной город Fagersta, в Швецию, для записи третьего студийного альбома. Как результат был выпущен Tyrannosaurus Hives в 2004 году. Альбом включал в себя такие хиты как «Walk Idiot Walk» (дебютировал на 13 месте в чарте UK singles charts) «Two-Timing Touch And Broken Bones» (также попал в 50 лучших песен) и «A Little More For Little You».

### The Black and White Album
Первым синглом с четвёртого альбома группы, The Black and White Album, была песня «Tick Tick Boom». Она вышла 14 августа 2007 года в США и 8 октября в Великобритании. Сам альбом вышел 15 октября в Великобритании на лейбле Polydor и 13 ноября в Штатах на лейбле A&M/Octone.

### Lex Hives
Новый диск Lex Hives вышел в продажу 5 июня 2012 года. Чтобы сделать процесс ожидания менее напряженным, музыканты начали исполнять треки с этого альбома на таких концертах, как фестиваль Coachella (впервые с 2003 года группа выступила на этом фестивале). В Швеции же коллектив дал несколько секретных концертов, чтобы понять реакцию слушателей на новые треки.

### Death of Randy Fitzsimmons
Шестой студийный альбом Death of Randy Fitzsimmons вышел 11 августа 2023 года.

## Randy Fitzsimmons
Авторство всех песен, за исключением кавер-версий, принадлежит Рэнди Фитцсиммонсу. Группа называет его шестым участником группы, который, помимо написания песен, является создателем и менеджером группы. Как гласит легенда, пущенная в ход самими музыкантами, в один прекрасный день все они получили по электронной почте анонимное письмо с приглашением собраться в назначенное время на пробной репетиции. В указанном месте их встретил некий мистер Рэнди Фитцсиммонс (Mr. Randy Fitzsimmons). Все пятеро ребят послушно собрались, перезнакомились, распределили роли в команде, которую назвали The Hives, и вот уже больше десяти лет продолжают играть в том первом, оригинальном, составе. А мистер Рэнди Фитцсиммонс, чья фамилия неизменно упоминается на альбомах группы, упорно продолжает хранить инкогнито. Журнал NME, тем не менее, утверждает, что это имя — зарегистрированный псевдоним участника группы, Nicholaus Arson. После этого большинство стало считать истории о Randy Fitzsimmons мифом, а Арсона, соответственно, автором песен. Группа это всячески отрицает и настаивает на существовании Рэнди. Пока никто не доказал, но и не опроверг существование Рэнди Фитцсиммонса. На обратной стороне обложки альбома Tyrannosaurus Hives изображены все участники группы от пояса и ниже. Там видно, что одна пара ног — лишняя. Предположительно, она принадлежит как раз Рэнди Фитцсиммонсу.

## Состав группы
- Howlin' Pelle Almqvist (Pelle Almqvist) — вокал
- Nicholaus Arson (Niklas Almqvist) — гитара
- Vigilante Carlstroem (Mikael Karlsson Åström) — гитара
- Dr. Matt Destruction (Mattias Bernvall) — бас гитара
- Chris Dangerous (Christian Grahn) — ударные

## Дискография

### Альбомы
- Barely Legal (1997)
- Veni Vidi Vicious (2000; переиздан в 2002) США #63 в чартах (золотой статус) (800,000) US
- Tyrannosaurus Hives (2004) Великобритания #7, США #33 (400,000) US
- The Black and White Album (13 октября 2007) Великобритания #29, США #65
- Lex Hives (5 июня 2012)[3]
- The Death Of Randy Fitzsimmons (11 августа 2023)

### Сборники
- Your New Favourite Band (2001; переиздан в 2002) Великобритания #7 в чартах

### EP
- Oh Lord! When? How? (1996)
- A.K.A. I-D-I-O-T (1998)
- Tarred and Feathered (2010)

### Синглы
| Год  | Песня                                              | Место в чарте | Место в чарте | Место в чарте  | Место в чарте        | Альбом                          |
| Год  | Песня                                              | UK singles    | US Hot 100    | US Modern Rock | US Main- stream Rock | Альбом                          |
| ---- | -------------------------------------------------- | ------------- | ------------- | -------------- | -------------------- | ------------------------------- |
| 2000 | «Hate to Say I Told You So»                        | -             | -             | -              | -                    | Veni Vidi Vicious               |
| 2001 | «Main Offender»                                    | -             | -             | -              | -                    | Veni Vidi Vicious               |
| 2001 | «Supply and Demand»                                | -             | -             | -              | -                    | Veni Vidi Vicious               |
| 2001 | «Die, All Right!»                                  | -             | -             | -              | -                    | Veni Vidi Vicious               |
| 2002 | «Hate to Say I Told You So» (переиздание)          | 23            | 86            | 6              | 35                   | Your New Favourite Band         |
| 2002 | «Main Offender» (переиздание)                      | 24            | -             | -              | -                    | Your New Favourite Band         |
| 2002 | «Die, All Right! / Supply and Demand»              | 133           | -             | -              | -                    | Your New Favourite Band         |
| 2004 | «Walk Idiot Walk»                                  | 13            | -             | 19             | 36                   | Tyrannosaurus Hives             |
| 2004 | «Two-Timing Touch and Broken Bones»                | 44            | -             | -              | -                    | Tyrannosaurus Hives             |
| 2004 | «Abra Cadaver»                                     | -             | -             | -              | -                    | Tyrannosaurus Hives             |
| 2005 | «A Little More for Little You»                     | 113           | -             | -              | -                    | Tyrannosaurus Hives             |
| 2007 | «Throw It on Me» (Timbaland при участии The Hives) | -             | -             | -              | -                    | Timbaland Presents: Shock Value |
| 2007 | «Tick Tick Boom»                                   | 41            | -             | 36             | -                    | The Black and White Album       |
| 2008 | «T.H.E.H.I.V.E.S.»                                 | -             | -             | -              | -                    | The Black and White Album       |
| 2019 | «I'm Alive»                                        | -             | -             | -              | -                    | Не анонсирован                  |
| 2019 | «Good Samaritan»                                   | -             | -             | -              | -                    | Не анонсирован                  |

### DVD
- Tussles in Brussels (2004)

## Официальные сайты
- Официальный сайт Архивная копия от 12 марта 2008 на Wayback Machine
- Interscope Records Официальный сайт
- Официальная страница The Hives (англ.) на сайте Myspace
- Burning Heart Records